# 一色範長
一色 範長（いっしき のりなが）は、江戸時代の旗本。式部一色家最後の当主。
明暦3年（1657年）、父の死去により、生後間もなくして家督および石高2000石を相続するが、寛文5年（1665年）に夭折した。嗣子が無かったため、一色持範以来続いた式部一色家は無嗣断絶となる。